# پولوهی

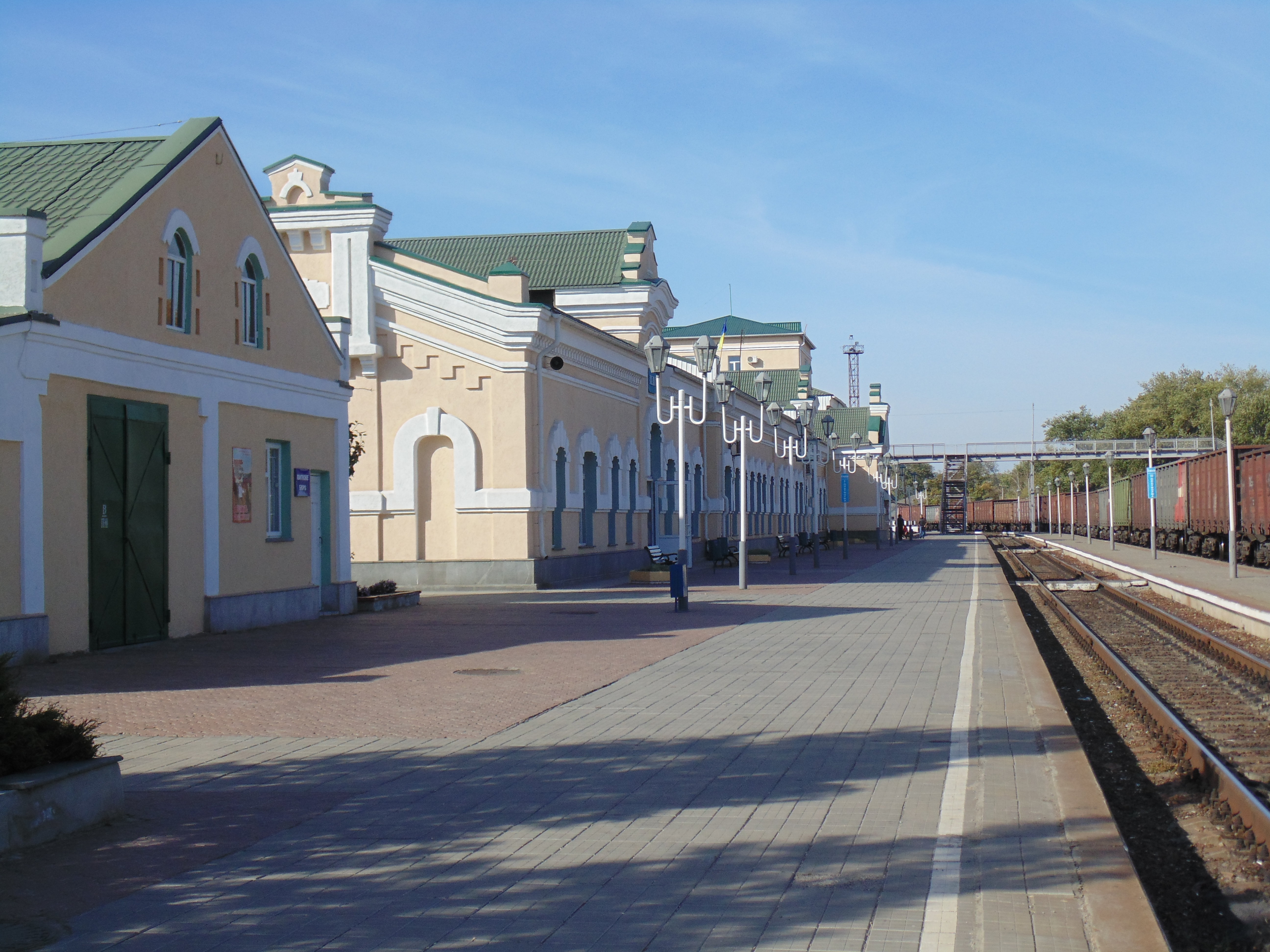
نمایی از ساختمان اصلی راه‌آهن شهر پولوهی در استان زاپوریژیا - ۲۰۱۴

شهر پولوهی در استان زاپوریژیا در کشور اوکراین واقع شده‌است. جمعیت این شهر ۲۲٬۲۰۶ نفر است.